# Cardamine lazica
Cardamine lazica là một loài thực vật có hoa trong họ Cải. Loài này được Boiss. & Balansa ex Boiss. mô tả khoa học đầu tiên năm 1888.